# オーウ・オクスンヴァズ
オーウ・オクスンヴァズ（Aage Oxenvad 1884年1月16日 - 1944年4月13日）は、デンマークのクラリネット奏者。1909年からデンマーク王立管弦楽団で演奏した。カール・ニールセンがオクスンヴァズのために作曲したクラリネット協奏曲は、彼の手によって1928年に初演された。

## 幼少期
1884年1月16日にユトランド半島北部のティステズに程近いゲトロプ村に生まれた。幼少期は地元の音楽家だった父とのダンスのためにフルートを吹いていたが、12歳になった頃にクラリネットを吹くようになった。1週間おきにコペンハーゲンへと通い、リヒャルト・ミュールフェルト門下でデンマーク王立管弦楽団のソロ・クラリネット奏者だったCarl Skjerneの指導を受けた。1903年から1905年の間はデンマーク音楽アカデミーで学び、短い期間であったがパリでも学んだ。

## キャリア
1909年に王立管弦楽団に入団したオクスンヴァズは、はじめSkjerneが好んだエーラー式ではなくベーム式のクラリネットを演奏した。1919年にソロ・クラリネット奏者に抜擢されると1944年に没するまでその役割を担い続けた。60歳の誕生日に関連して出版されたインタヴュー記事の中で、彼は勤め先のある市中心部の集合住宅ではなく郊外の小さな家に暮らすことを好んでいると説明している。そこでは地元の農家と言葉を交わすことができ、自分の庭を持つこともできた。クラリネットについては次のように語っている。「生き物であり、優美ながらも硬い手によって女性のように扱われなくてはなりません（中略）また、まるで女性のように予想ができません（中略）クラリネットというものは地味で表現豊か、そして情熱を持っているのです（略）。」
1921年、オクスンヴァズを推薦できるかどうか尋ねられたニールセンはこう回答している。「オクスンヴァズ氏の技能と才能はこの国では圧倒的抜群ものです。楽器奏者としてたぐいまれなる才覚と技術を有するのみならず、その創作の力量と理論的な知識も並みならぬものです。これにさらに付け加えることができるのは、彼には責任感、理解力があり彼の芸術の趣味は古典だろうが現代作品だろうが完璧ですので、私が彼に真心からの推薦を与えることも驚きに値するようなことはないでしょう。」オクスンヴァズの側でもニールセンを高く評価していた。「何より私はカール・ニールセンを愛していました（中略）彼はデンマーク最大の作曲家です。」2人の親和性は、双方がともに片田舎の貧しい両親の下で育てられたという似通った出自によるものなのかもしれない。
クラリネット協奏曲の初演を聴いた評論家は、同曲が多分にオクスンヴァズに頼った作品であることに気づいている。「この作品のこれ以上に均質な解釈を想像することは難しい。オクスンヴァズはトロールや巨人たちと協定を結んでいる。彼には気性、原始的な力の荒々しさと不器用さがあり、それは青い目をしたデンマーク人の好ましさでぎこちなく語ってくるのである。カール・ニールセンがこの協奏曲を作曲した際に彼のクラリネットの音色を聴いたことは間違いない。」

## 評価
オクスンヴァズが1944年に他界すると、同僚のChristian Felumbは王立管弦楽団、音楽院、そしてデンマークの室内楽愛好家の大きな損失について記した。「オーウが室内楽を演奏するとそこにはいつも素晴らしい祝祭的精神があった。（中略）怒っていようが上機嫌であろうが、彼が我々の古き木管五重奏の中心であったことに反論の余地はない。（中略）カール・ニールセンのクラリネット協奏曲は単にクラリネットのための楽曲であるにとどまらず、オーウ・オクスンヴァズのための協奏曲であった。（中略）彼が音楽でもたらしたものは言葉では表現できない。それがオーウと彼のクラリネットについて全てを語ってくれるのである（略）。」